# Dhuusamarreeb
Dhuusamarreeb (także Dhusamareb i Dhusa Mareeb) – miasto w centralnej Somalii, stolica regionu Galuguud. Liczy ponad 30 tysięcy mieszkańców (2007). Leży w pobliżu granicy z etiopskiego Ogadenu, z którym łączy go droga do Gaalkacyo i Beledweyne. W mieście dominują przedstawiciele klanu Habar-Gidr-Hawiye; od 2006 roku pozostaje pod kontrolą Unii Trybunałów Islamskich. W 2008 roku miastem wstrząsnęły amerykańskie naloty i wewnętrzne walki islamistów. Z miasta pochodzi Abdi Farah Shirdon Saaid, były premier kraju.